# سنتاروو
سنتاروو (به لاتین: Senetářov) یک منطقهٔ مسکونی در جمهوری چک است که در ناحیه بلانسکو واقع شده‌است. سنتاروو ۱۳٫۸۵ کیلومتر مربع مساحت و ۵۱۵ نفر جمعیت دارد و ۵۴۵ متر بالاتر از سطح دریا واقع شده‌است.